# Egiin Gol
Sông Egiin Gol (tiếng Mông Cổ: Эгийн гол) là một con sông chảy qua hai aimag (tỉnh) Khovsgol và Bulgan ở miền bắc Mông Cổ. Nó là lối thoát ra duy nhất của hồ Khovsgol và là một chi lưu của sông Selenge. Các cầu gỗ tồn tại gần Khatgal và tại sum (huyện) Tunel, và một cầu bê tông đã được xây dựng tại Erdenebulgan. Trong tỉnh Bulgan có một cầu nằm giữa hai huyện Teshig và Khutag-Ondor.
Kể từ đầu thập niên 1990 đã có các nỗ lực nhằm xây dựng một đập thủy điện trên sông này. Ở một mặt thì điều này có thể mang lại nhiều điện năng hơn cho khu vực. Tuy nhiên, một phong trào do giới học giả cổ động đã chống lại điều này về mặt khảo cổ học do khu vực này chứa nhiều dữ liệu khảo cổ học chưa được khám phá; về mặt địa chất do nó là tiềm ẩn về địa chấn. Việc xây dựng đập thủy điện cũng buộc một số bộ lạc du cư phải rời khỏi khu vực này do nó làm ngập lụt nhiều bãi chăn thả và nhà cửa vườn tược.

## Các chi lưu
- Uur Gol bên tả ngạn
- Tarvagatai Gol bên hữu ngạn

## Các thành phố chính ven sông
- Khatgal

## Tọa độ
- Đầu nguồn: 50°25′10″B 100°09′10″Đ / 50,41944°B 100,15278°Đ
- Cửa sông: 49°23′15″B 103°37′30″Đ / 49,3875°B 103,625°Đ